# Lighthouse (Lost)
"Lighthouse" es el quinto episodio de la sexta temporada de la serie drama de televisión Lost, y episodio número 108 en total. El episodio fue transmitido el 23 de febrero del 2010 en ABC en los Estados Unidos y dos horas más temprano en CTV en Canadá debido a los Juegos Olímpicos de Vancouver 2010.

## Trama

### En la isla
En El Templo, cuando Hugo busca la cocina se encuentra de nuevo con el fallecido Jacob quien le encomienda una misión: Jacob le dice que "alguien está llegando a la isla" y que debido a eso debe llevar a Jack a un faro, de acuerdo a con unas instrucciones que le pide escribir en el brazo. Dogen encuentra a Hugo y le ordena retirarse, pero por consejo de Jacob, Hugo reivindica su condición de "Candidato" para no obedecer a Dogen. Para convencer a Jack de seguirlo Hugo le dice la frase "tu tienes agallas para hacerlo", que recuerda  el episodio "El conejo blanco". En el camino se encuentran con Kate, quien les cuenta que está buscando a Claire. Jack y Hurley pasan por las cuevas y Jack cuenta como destruyó el ataúd de su padre al no encontrar adentro el cuerpo. Hugo especula diciendo que los esqueletos que hay allí podrían ser de ellos mismos, pues pudieron haber muerto en un salto al pasado.
Jack y Hugo llegan al Faro. Jack debe romper la cerradura para subir y en la parte alta encuentran una rueda que mueve unos espejos alineados. Sobre la rueda metálica están grado a grado escritos los números y nombres ya vistos en la cueva del episodio "The Substitute". Hurley comienza a mover dial hacia 108 grados según instrucciones de Jacob (108 grados son precisamente el resultado de la suma de los números 4, 8, 15, 16, 23, 42), pero Jack lo regresa a los 23 grados donde está su nombre, y entonces puede ver la casa donde vivió cuando niño reflejada en los espejos. Furioso interroga a Hugo y le exige decirle por qué era observado desde niño por Jacob y al no obtener respuesta rompe los espejos. Ya afuera Jacob felicta a Hugo por haber llevado hasta allí a Jack, que mientras mira hacia el océano Jack podrá entender su papel en la isla y le explica que era necesario apartarlo de El Templo porque va a llegar allí alguien muy malo. Hugo quiere ir a El templo a advertir a sus amigos pero Jacob le dice que "es demasiado tarde".
Entre tanto, Jin ha sido rescatado por Claire, de la trampa en que cayó. Ella también descubre que uno de Los Otros al que disparó, Justin, está vivo y lo lleva amarrado para preguntarle, bajo amenazas, dónde está su hijo Aaron. Claire dice que sabe que Los Otros tienen al niño porque eso le contaron su padre (Christian) y su "amigo". Justin trata de convencer a Jin para que lo desate para matar a Claire "torciéndole el cuello", antes de que ella los mate a ambos, pero Jin no lo desata. Cuando Claire va a matar a Justin, Jin cuenta que Kate tiene a Aaron y lo ha cuidado. Claire mata de todos modos a Justin de un hachazo y Jin le hace creer que le mintió para tratar de salvar la vida de Justin, pero que el niño está en El Templo y él sabe cómo entrar en secreto. En ese momento llega el Hombre de Negro en forma Locke; Jin sorprendido dice "¿John?" y Claire aclara: "no es John, es mi amigo".

### En la realidad alternativa
Jack va de afán a recoger en el colegio a su hijo David (Dylan Minnette) quien está disgustado porque su padre llegó tarde. Tras regresar a su casa Jack debe dejar solo y disgustado a David e ir a ayudar a su propia madre (Veronica Hamel) la cual está buscando el testamento de su esposo Christian. Mientras buscan el documento comentan sobre David y la abuela sugiere que él le teme a Jack como Jack temía a Christian. Cuando encuentran el testamento la madre de Jack al leerlo le pregunta sorprendida si alguna vez oyó hablar de una tal Claire Littleton. Jack regresa a casa y no encuentra a David y lo llama al teléfono celular que está apagado, por lo que le deja un mensaje y desesperado va a buscarlo a la casa de la madre del chico. Jack puede entrar a esa casa porque sabe dónde esconden las llaves, bajo un conejo, y en el contestador automático se entera de que David está presentando una audición de piano. Jack va a la escuela de música, donde David está interpretando muy bien la Fantaisie-Impromptu, de Chopin. Jack conoce allí a Dogen, quien es también el padre de un examinado y le comenta que su hijo "tiene un don". Al terminar la audición Jack saluda a su hijo y le cuenta que le ha dado un susto; David dice que no le contó de la audición porque no quería que estuviera si fracasaba, Jack le responde que vio la excelente presentación pero que no importa cómo le vaya muchacho, el padre siempre lo apoyará y le cuenta que no era así con Christian y cómo Christian decía que Jack "no tenía lo que hacía falta".